# ルーク・アスキュー
ルーク・アスキュー（Luke Askew, 本名：Francis Luke Askew、1932年3月26日 - 2012年3月29日）は、アメリカ合衆国の俳優。時にはルーク・アスキュウと表記されることもあった。
ジョージア州メイコン出身。ジョージア大学に学んだ。アナウンサーやラジオ出演を経て1967年に映画デビューし、『暴力脱獄』（1967年）や同年の『ウィル・ペニー』等に端役出演した。主に『男の出発』（1972年）や『ミネソタ大強盗団』（1972年）、サム・ペキンパー監督の『ビリー・ザ・キッド/21才の生涯』（1973年）等の西部劇映画に多く脇役出演し、『イージー・ライダー』（1969年）にも出演していた。ヒッピー風のチンピラから軍人やカウボーイ役まで多くの役どころを演じた。
1969年にはイタリアに招かれ、『新・夕陽のガンマン/復讐の旅』（1967年）のジュリオ・ペトローニ監督のマカロニ・ウエスタン『ガラガラ蛇の夜』（未/DVD）に主演した。以後、米国映画では個性派の脇役として重宝され、リー・ヴァン・クリーフがリーダー役の『荒野の七人・真昼の決闘』（1972年）やジョン・フリン監督の『ローリング・サンダー』（1977年）等で印象を残す。
1980年代からはアルゼンチンとの合作の『SFカインの剣』（1984年/未/ビデオ）やフィリピンとの合作の『デューン・ウォリアーズ/砂漠の勇者たち』（1990年/未/ビデオ）等、外国で撮影された低予算のアクション映画に目立って出演する様になった。また、スティーヴ・カーヴァー監督の米国映画『サンダー・ブラスト/地上最強の戦車』（1987年）ではヘンリー・シルヴァやR・G・アームストロング、L・Q・ジョーンズ、ウィリアム・スミスといった往年の個性派俳優と共演した。テレビ作品にも数多く出演している。
2012年3月29日、肺癌のため死去、享年80。

## 主な出演作品

### 映画
- 夕陽よ急げ Hurry Sundown (1967)
- 真昼の衝動 The Happening (1967)
- 暴力脱獄 Cool Hand Luke (1967)
- ウィル・ペニー Will Penny (1967)
- コマンド戦略 The Devil's Brigade (1968)
- グリーン・ベレー The Green Berets (1968)
- イージー・ライダー Easy Rider (1969)
- デンジャー Flareup (1969)
- ガラガラ蛇の夜 La notte dei serpenti (1969)
- 暗黒の檻を暴け The Glass House (1972) テレビ映画
- 男の出発 The Culpepper Cattle Co. (1972)
- ミネソタ大強盗団 The Great Northfield Minnesota Raid (1972)
- 荒野の七人・真昼の決闘 The Magnificent Seven Ride! (1972)
- ビリー・ザ・キッド/21才の生涯 Pat Garrett and Billy the Kid (1973)
- マンハンター The Manhunter (1974) テレビ映画
- 弁護士ペトロチェリー/殺したのは私じゃない Night Games (1974) テレビ映画
- 真説西部英雄伝 This Is the West That Was (1974) テレビ映画
- FBI/ミシシッピー・クライシス Attack on Terror: The FBI vs. the Ku Klux Klan (1975) テレビ映画
- 明日なき追撃 Posse (1975)
- ウォーキング・トール2/新・怒りの街 Walking Tall Part II (1975)
- ザ・クエスト The Quest (1976) テレビ映画
- ローリング・サンダー Rolling Thunder (1977)
- グランドキャニオンの黄金 Wanda Nevada (1979)
- 戦慄!呪われた夜 The Beast Within (1982)
- SFカインの剣 The Warrior and the Sorceress (1984)
- ブランドン・リーの カンフー・ファイター Kung Fu: The Movie (1986) テレビ映画
- サンダーブラスト 地上最強の戦車 Bulletproof (1988)
- ブラッドブラザーズ No Retreat, No Surrender 3: Blood Brothers (1990)
- デューン・ウォリアーズ/砂漠の勇者たち Dune Warriors (1990)
- ワイルド・ガンズ Frank & Jesse (1995)
- サイバー・ファイター/復讐の使者 Savage (1996)
- フェイクディール/偽札 Traveller (1997)
- ニュートン・ボーイズ The Newton Boys (1998)
- シシリアン/虐殺の地 Vendetta (1999) テレビ映画
- ワイルド ガン South of Heaven, West of Hell (2000)
- フレイルティー 妄執 Frailty (2001)
- グレイテスト・ゲーム The Greatest Game Ever Played (2005)

### テレビドラマ
- スパイ大作戦 Mission: Impossible (1968-1973)
- ロス警察24時 Police Story (1975-1976)
- ロックフォードの事件メモ The Rockford Files (1976-1977)
- Dr.刑事クインシー Quincy M.E. (1977, 1981)
- 600万ドルの男 The Six Million Dollar Man (1978)
- トラック野郎!B・J B.J. and the Bear (1979, 1981)
- ファンタジー・アイランド Fantasy Island (1978-1982)
- L.A.ロー 七人の弁護士 L.A. Law (1987)
- ジェシカおばさんの事件簿 Murder, She Wrote (1989, 1991)
- ビッグ・ラブ Big Love (2007-2010)